# Tống Phan
Tống Phan là một xã thuộc huyện Phù Cừ, tỉnh Hưng Yên, Việt Nam.

## Địa lý
Xã Tống Phan nằm ở phía đông huyện Phù Cừ, có vị trí địa lý:
- Phía đông giáp xã Chi Lăng Nam, huyện Thanh Miện tỉnh Hải Dương.
- Phía tây giáp xã Đình Cao.
- Phía nam giáp xã Nhật Quang.
- Phía bắc giáp thị trấn Trần Cao và xã Quang Hưng.

Xã Tống Phan có diện tích 7,80 km², dân số năm 2019 là 6.071 người, mật độ dân số đạt 779 người/km².

## Lịch sử
Sau năm 1946, Quyết Tiến là một xã thuộc huyện Phù Cừ.
Sau năm 1957, đổi tên xã Quyết Tiến thành xã Tống Phan.
Ngày 26 tháng 1 năm 1968, tỉnh Hưng Yên hợp nhất với tỉnh Hải Dương thành tỉnh Hải Hưng và xã Tống Phan thuộc huyện Phù Cừ, tỉnh Hải Hưng.
Ngày 11 tháng 3 năm 1977, Hội đồng Chính phủ ban hành Quyết định 58-CP về việc hợp nhất hai huyện Phù Cừ và Tiên Lữ thành huyện Phù Tiên và xã Tống Phan thuộc huyện Phù Tiên, tỉnh Hải Hưng.
Ngày 6 tháng 11 năm 1996, Quốc hội ban hành Nghị quyết về việc chia tỉnh Hải Hưng thành 2 tỉnh Hải Dương và Hưng Yên và xã Tống Phan thuộc huyện Phù Tiên, tỉnh Hưng Yên.
Ngày 24 tháng 2 năm 1997, Chính phủ ban hành Nghị định 17-CP về việc chuyển xã Tống Phan thuộc huyện Phù Tiên về huyện Phù Cừ mới tái lập quản lý.